# Akethotep
Akethotep ("pomrčina Sunca je zadovoljna") je bio drevni Egipćanin. Živio je tijekom 4. dinastije. Postao je princ suprug oženivši princezu Meritites.

## Biografija
Akethotep nije bio kraljevskog porijekla. Bio je svećenik faraona Kufua, upravitelj palače te je na dvoru upoznao Kufuovu kćer Meritites. Oženio ju je te su imali nekoliko djece. Akethotep je živio pod vladavinom faraona Kufua, Džedefre i Kafre.
Akethotep i Meritites su pokopani u mastabi G 7650 u Gizi.